# Eytan Fox
Eytan Fox (New York, 21 agosto 1964) è un regista israeliano.
Nato negli Stati Uniti da una famiglia ebraica (sua madre era Sarah Kaminker: urbanista, membro del consiglio della municipalità di Gerusalemme), Eytan Fox cresce a Gerusalemme. Dopo il servizio militare si è diplomato presso la Tel Aviv University's School of Film.
Eytan Fox dirige il primo film, un lungometraggio sull'omosessualità nell'esercito israeliano, tema che riprenderà successivamente in Yossi & Jagger. Quest'ultimo film ottiene diversi riconoscimenti, fra cui "Movie Of the Year Award" (1990) dell'Israeli Film Institute.
Il suo primo successo internazionale è Yossi & Jagger del 2002.
Camminando sull'acqua (2004), che vede protagonista l'attore israeliano Lior Ashkenazi, è stato presentato al festival di Berlino, così come il suo ultimo lavoro, The Bubble (2006).
Eytan Fox è apertamente gay.

## Filmografia
- Time Off (1990)
- Shirat Ha'Sirena (1994)
- Ba'al Ba'al Lev (1997)
- Yossi & Jagger (2002)
- Camminando sull'acqua (2004)
- The Bubble (2006)
- Yossi (2012)
- Cupcakes (2013)
- Sublet (2020)